# Simon West
Simon West (Letchworth Garden City, 17 luglio 1961) è un regista e produttore televisivo britannico.

## Biografia
Nato a Letchworth Garden City, nell'Hertfordshire, West originariamente si dedicò a girare spot pubblicitari, tra cui spicca quello per la Budweiser, e video musicali. La sua carriera da regista di film cominciò nel 1997, quando diresse Con Air.

## Filmografia parziale

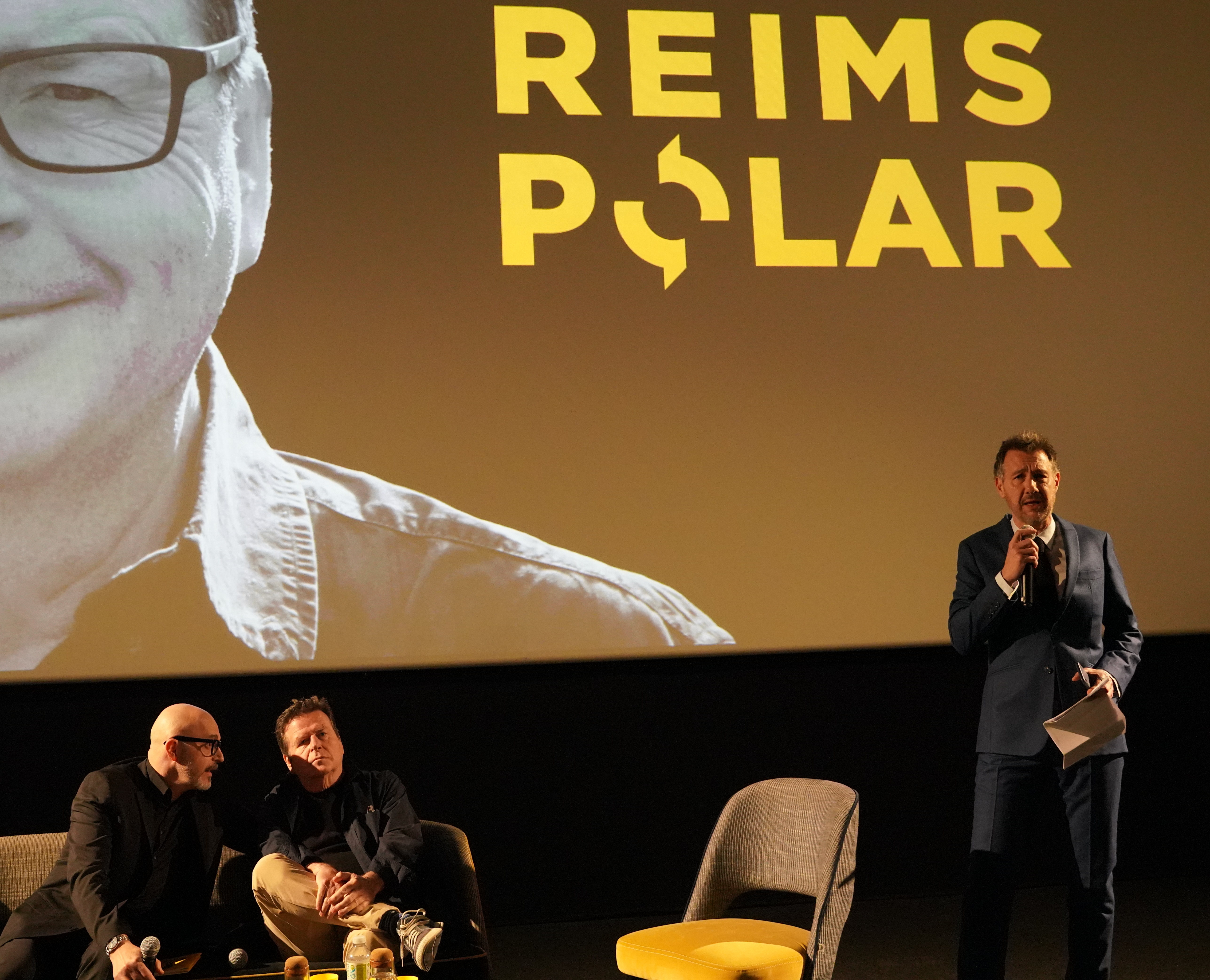
2025

### Regista

#### Cinema
- Con Air (1997)
- La figlia del generale (The General's Daughter) (1999)
- Lara Croft: Tomb Raider (2001)
- Chiamata da uno sconosciuto (When a Stranger Calls) (2006)
- Professione assassino (The Mechanic) (2011)
- I mercenari 2 (The Expendables 2) (2012)
- Stolen (2012)
- Joker - Wild Card (Wild Card) (2015)
- Stratton - Forze speciali (Stratton) (2017)
- Gun Shy - Eroe per caso (Gun Shy) (2017)
- Skyfire (2019)
- Old Guy (2025)

#### Televisione
- Keen Eddie (2003) - serie TV, 2 episodi
- Close to home - Giustizia ad ogni costo (2003) - serie TV, episodio pilota
- Split Decision (2006) - film TV
- The Man (2007) - film TV
- Human Target (2010) - serie TV, episodio pilota
- The Cape (2011) - serie TV, episodio pilota
- Senza confini (2022) - serie TV

### Produttore
- Keen Eddie - serie TV (2003-2004)